# Paul Kirchhoff
Paul Kirchhoff (* 17. August 1900 in Hörste, Westfalen; † 9. Dezember 1972 in Mexiko-Stadt), Pseudonym Eiffel, war ein deutsch-mexikanischer Ethnologe und kommunistischer Aktivist.

## Leben
Paul Kirchhoff studierte evangelische Theologie an der Friedrich-Wilhelms-Universität in Berlin sowie Religionswissenschaft an der Albert-Ludwigs-Universität Freiburg. Er gehörte 1920 zu den Gründungsmitgliedern der Kommunistischen Arbeiterpartei Deutschlands (KAPD). In dieser und in der ihr nahestehenden Betriebsorganisation AAUD war er bis 1931 aktiv. In Leipzig studierte er Psychologie und Ethnologie (bei Karl Weule und Fritz Krause), dort promovierte er 1927 zum Thema Heirat, Verwandtschaft und Sippe bei den Indianerstämmen des nördlichen nichtandinen Südamerika. Ab 1926 arbeitete Kirchhoff als Volontär in der Nord- und Mittelamerikanischen Abteilung des Berliner Museum für Völkerkunde unter Konrad Theodor Preuss. Auf Empfehlung von Franz Boas erhielt er 1929 ein Forschungsstipendium der Rockefeller-Stiftung.
Von 1931 bis 1934 engagierte er sich in einer Exilgruppe der trotzkistischen Internationalen Kommunisten Deutschlands (IKD), deren siebenköpfigen Leitung er angehörte. 1932 hielt er sich in England auf, wo er mit Bronisław Malinowski zusammenarbeitete. Ein Visum für Rhodesien, wo er die Arbeitsbedingungen in den dortigen Minen untersuchen wollte, wurde ihm verweigert. Im Folgejahr erhielt er ein Stipendium, um in Dublin die Probleme des Landbesitzes in Irland zu untersuchen. Nach der Machtübernahme der Nationalsozialisten in Deutschland konnte er nicht mehr in seine Heimat zurückkehren. Stattdessen ging er nach Frankreich, wo er mit Paul Rivet an der Umgestaltung des alten ethnographischen Museums im Palais du Trocadéro in das neue Musée de l’Homme arbeitete.
Auf Grund seiner Ablehnung der von Leo Trotzki propagierten Politik des Entrismus brach Kirchhoff 1934 mit der IKD und schloss sich der Revolutionary Workers League (RWL) um Hugo Oehler an, deren Politbüro er bis 1937 angehörte. 1935 emigrierte er weiter in die Vereinigten Staaten von Amerika und erhielt, vermittelt durch Franz Boas, einen Forschungsauftrag der University of Pennsylvania zu den gesellschaftlichen und sprachlichen Bedingungen auf der venezolanischen Halbinsel Guajira. Nachdem er 1936 wegen seiner kommunistischen Betätigung aus den USA ausgewiesen wurde, ließ er sich in Mexiko nieder, wo er Arbeit am Nationalmuseum für Anthropologie fand. In Mexiko rief er 1937 die linkskommunistische Grupo de Trabajadores Marxistas (GTM) und deren Zeitschrift Comunismo mit ins Leben, welche nur wenige Jahre Bestand hatten.
Er begründete 1938 den Fachbereich Anthropologie in der sozialwissenschaftlichen Schule des mexikanischen Instituto Politécnico Nacional (IPN) mit, aus dem später die Escuela Nacional de Antropología e Historia (ENAH) in Mexiko-Stadt hervorging, an der er fortan lehrte. Aus politischen Gründen verlor Kirchhoff 1939 die deutsche Staatsbürgerschaft und erhielt 1941 die mexikanische Staatsbürgerschaft. 1943 führte Kirchhoff den Begriff Mesoamerika für die Klassifizierung ethnographischer Phänomene im mexikanisch-mittelamerikanischen Raum ein und vereinheitlichte damit einen vielfältigen und dynamischen Kulturraum nach dem „Cultural-Area“-Konzept der US-amerikanischen Cultural anthropology. Von 1946 bis 1952 (oder 1947 bis 1955) hielt sich Kirchhoff erneut in den USA auf, wo er an der Columbia University und der University of Washington in Seattle lehrte und an letzterer das Inner Asia Project leitete. Eine Förderung aus dem Viking Fund der Wenner-Gren Foundation for Anthropological Research ermöglichte ihm, sich mit den komplizierten Problemen der Kalendersysteme des alten Mexiko zu befassen.
Zurück in Mexiko war er von 1955 bis 1965 hauptamtlicher Forscher an der Universidad Nacional Autonoma de Mexico (UNAM) und Professor im Doktorandenprogramm für Anthropologie. Auf Einladung der Universität Bonn und des Frobenius-Instituts in Frankfurt am Main kehrte Kirchhoff 1960 erstmals nach Deutschland zurück. 1967 kam er erneut für eine Gastprofessur nach Frankfurt. Aufgrund der Kontakte nach Deutschland konnte er ab 1963 das von der Deutschen Forschungsgemeinschaft (DFG) geförderte interdisziplinäre Puebla-Tlaxcala-Projekt ins Leben rufen, das 20 Jahre lang lief. Eine Reihe damals junger deutscher Ethnologen und Archäologen sammelte in dem Projekt Erfahrungen, darunter Ursula Dyckerhoff, Peter Tschohl und Hanns J. Prem.
Als Verfechter des Diffusionismus war Kirchhoff – ähnlich wie Robert von Heine-Geldern und Gordon F. Ekholm – bemüht, anhand von Vergleichen asiatischer und amerikanischer Kulturerscheinungen wie Kunststile, Kunstmotive, Kalender und polytheistische Vorstellungssysteme den indirekten Nachweis zu führen, dass sich die Kulturen Amerikas unter Einfluss und im Kontakt mit den Hochkulturen der Alten Welt entwickelt haben.